# Mirosław Hermaszewski
Mirosław Hermaszewski   (Lipniki, 15 de setembre de 1941 - Varsòvia, 12 de desembre de 2022) va ser un oficial retirat de la Força Aèria Polonesa. Es va convertir en el primer (i fins ara únic) polonès en l'espai quan va volar a bord de la nau espacial Soiuz 30 el 1978.

## Biografia

### Primers anys
Miroslaw Hermaszewski va néixer a Lipniki, localitat que abans havia pertangut al voivodat de Volínia a Polònia, però que el 1941 pertanyia a l'Reichskommissariat Ukraine de la Alemanya nazi, i un cop acabada la Segona Guerra Mundial formaria part d'Ucraïna. Va sobreviure a la massacre de Volínia (1943-1944), durant la qual els nacionalistes ucraïnesos van assassinar 19 membres de la seva família, incloent-hi el seu pare. El mateix Hermaszewski es va salvar per poc de morir quan l'Exèrcit Insurgent Ucraïnès va atacar Lipniki a la nit del 26 al 27 de març de 1943. Després de la incorporació dels territoris orientals de Polònia a l'RSS d'Ucraïna a l'acabar la guerra, els supervivents de la família d'Hermaszewski van ser repatriats a Wołów, pròxim a Wroclaw, on Mirosław va completar els estudis primaris i secundaris.

### Trajectòria professional
El 1965 es graduar de l'escola de pilots militars a Dęblin. El 1978 va ser seleccionat entre prop de 500 pilots polonesos a participar en el programa espacial Intercosmos. Juntament amb Piotr Klimuk va passar gairebé vuit dies a bord de l'estació espacial Saliut 6 (des de les 17:27 del 27 de juny de 1978 fins a les 16:31 del 5 de juliol). Durant el seu temps en òrbita, va fotografiar la superfície de la Terra i es van dur a terme experiment s en ciències de la terra.
Van desembarcar 300 km a l'oest de Tselinograd. Va ser guardonat amb el títol de Heroi de la Unió Soviètica per aquest vol, un dels vuit no ciutadans soviètics a rebre el premi.
Durant la Llei Marcial a Polònia, Hermaszewski va ser membre dek Consell Militar de Salvació Nacional (Wojskowa Rada Ocalenia Narodowego, WRON). Després d'això, va ser comandant de l'escola de pilots de combat en Dęblin. El 1988 va ser ascendit a general.
Entre 1991 i 1992, Hermaszewski va servir com a segon al comandament a la seu de la Força Aèria. Després, es va jubilar.

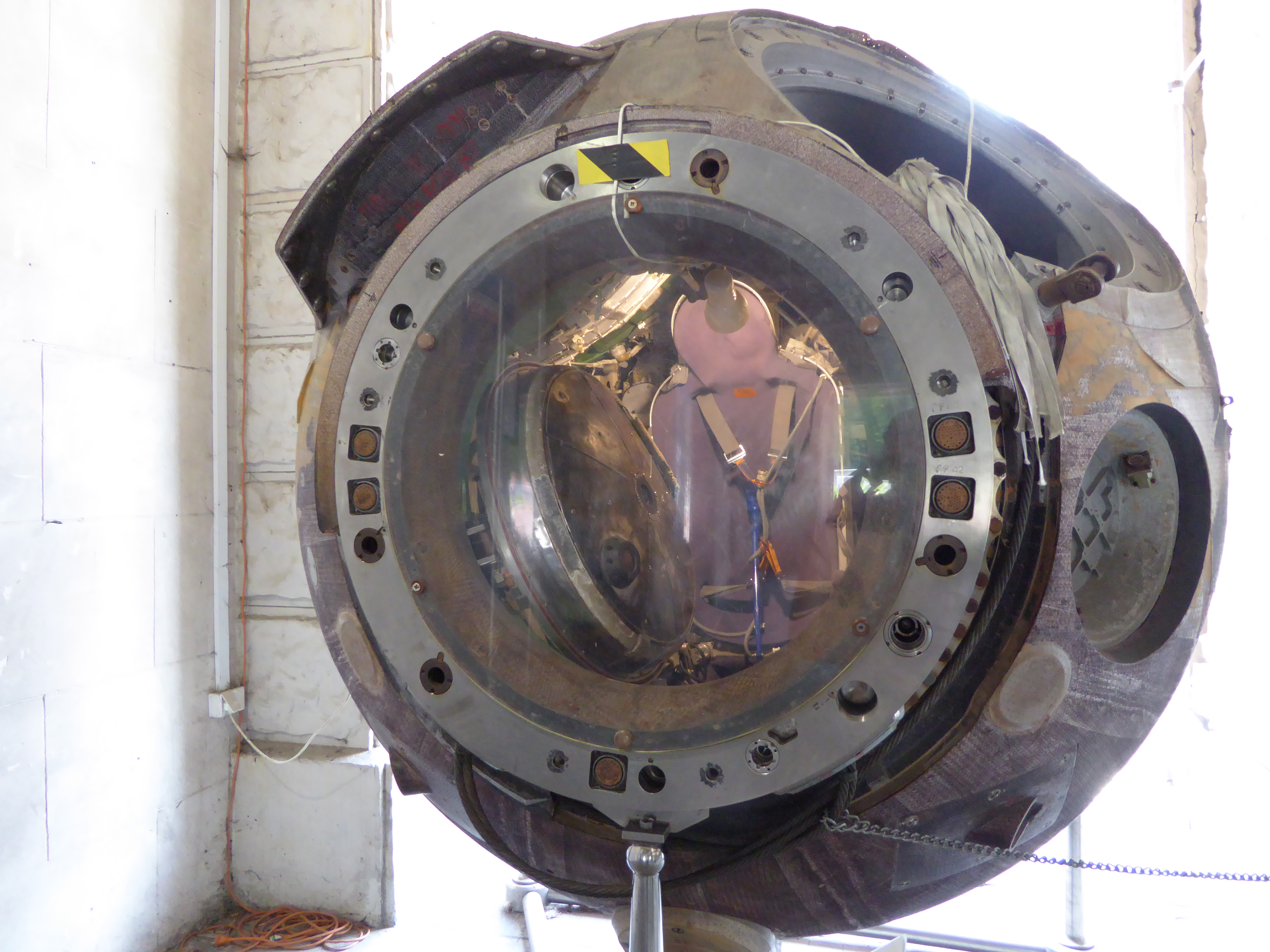
La càpsula de retorn de la Soiuz 30 en la qual Mirosław Hermaszewski va tornar a la Terra, exposada al Museu de Tecnologia Militar Polonesa de Varsòvia.

### Vida personal
Miroslaw Hermaszewski gaudia de novel·les de ciència-ficció, la caça, vela i altres esports. Estava casat amb Emilia Hermaszewska. La parella va tenir dos fills, Miroslaw (nascut el 1966) i Emilia (nascuda el 1974).

## Premis i condecoracions
- Orde Polònia Restituta - 2003
- Ordre de la Creu de Grunwald, 1a Classe - 1978
- Creu de l'Mèrit
- Medalla del 40è Aniversari de Polònia Popular
- Medalla de les Forces Armades al Servei de la Pàtria d'or, plata i bronze
- Medalla del Mèrit per la Defensa Nacional d'or, plata i bronze
- Insígnia d'aviador
- Insígnia de paracaigudista

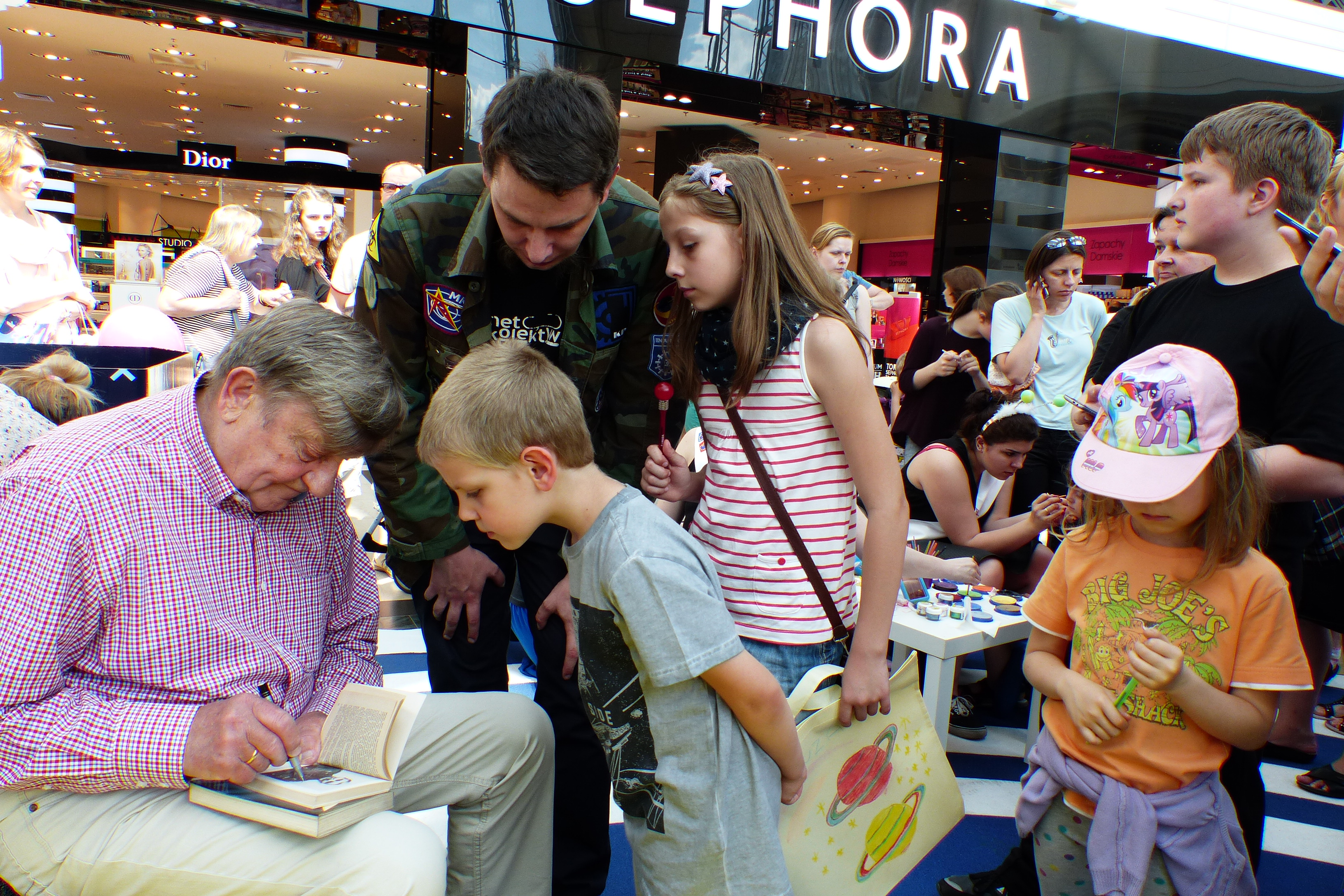
Mirosław Hermaszewski en una trobada a Varsòvia en 2016.

- Títol honorífic i ordre "Cosmonauta de la República Popular de Polònia" - 1978Mirosław Hermaszewski en una trobada a Varsòvia en 2016.
- Títol honorífic i ordre "Pilot Militar Meritori de la República Popular de Polònia" - 1978
- ordre de l'Mèrit de Baixa Silèsia d'or - 2013
- ordre de Janek Krasicki de or - 1978
- Ordre del Somriure - 1986
- Estrella d'or Heroi de la Unió Soviètica (núm 11301) - URSS, 1978
- Ordre de Lenin - URSS, 1978
- Medalla "Per Mèrits en l'Exploració de l'Espai " - Rússia, 2011
- Ciutadà Honorari de Frombork - 1983
- Ciutadà Honorari de Wołów - 2011